# Andrej Szjarhejevics Kravcsanka
Andrej Szjarhejevics Kravcsanka, belaruszul: Андрэй Сяргеевіч Краўчанка (Misanka, 1986. január 4. –) olimpiai és világbajnoki ezüstérmes, Európa-bajnok fehérorosz atléta, tízpróbázó.

## Pályafutása
1986. január 4-én született Misankában. A Dynamo Homel versenyzője. A 2003-as sherbrooke-i junior világbajnokságon nyolcpróbában ezüstérmes lett. A  2008-as pekingi olimpián ezüstérmet szerzett tízpróbában. A fedett pályás világbajnokságon hétpróbában két ezüstérmet nyert (2008, 2014). A szabadtéri és a fedett pályás Európa-bajnokságokon is egy-egy arany- és bronzérmet szerzett.
2020 novemberében rövid időre őrizetbe vették, mert nyílt levélben új választások kiírását sürgette. Ennek következtében eltiltották a fehérorosz atlétikai válogatott csapattól. 2021 április végén tíznapos éhségsztrájkba kezdett, így biztosítva támogatásáról azokat, akiket hazájában börtönbe zártak politikai nézeteik miatt.

## Sikerei, díjai
- Junior világbajnokság - nyolcpróba
  - ezüstérmes: 2003
- Olimpiai játékok – tízpórba
  - ezüstérmes: 2008, Peking
- Fedett pályás világbajnokság – hétpróba
  - ezüstérmes (2): 2008, 2014
- Európa-bajnokság – tízpróba
  - aranyérmes: 2014
  - bronzérmes: 2010
- Fedett pályás Európa-bajnokság – hétpróba
  - aranyérmes: 2011
  - bronzérmes: 2007